# Challenger de Numea 2009
El torneo Internationaux de Nouvelle-Calédonie 2009 fue un torneo profesional de tenis. Perteneció al ATP Challenger Series 2009. Se disputó su 6.ª edición sobre superficie dura, en Numea, Nueva Caledonia, Francia entre el 5 y el 11 de enero de 2011.

## Campeones

### Individual Masculino
- Brendan Evans derrotó en la final a  Florian Mayer, 4-6, 6-3, 6-4

### Dobles Masculino
- No se disputó por lluvia